# Vincent Maddalone
Vincent „Vinny” Maddalone (ur. 29 grudnia 1973 w Flushing (Queens, w Nowym Jorku) – amerykański bokser wagi ciężkiej, pochodzenia włoskiego, były baseballista.

## Kariera zawodowa
23 sierpnia 1999 Maddalone stoczył swoją pierwszą, zawodową walkę. W debiucie pokonał przez techniczny nokaut w 1 rundzie Kinarda Thomasa.
29 czerwca 2002 po serii 15 zwycięstw z rzędu, Vinny Maddalone poniósł swoją pierwszą porażkę. Po 6 rundowej walce, przegrał jednogłośnie na punkty z Alfredem Cole'em.
23 lipca 2004 w walce z Brianem Minto, został znokautowany w 10 rundzie.
1 października 2005 doszło do rewanżowego pojedynku między Maddalone a Minto. Walkę ponownie wygrał Minto, przez techniczny nokaut w 7 rundzie.
15 grudnia 2006 Vincent Maddalone przegrał walkę z Juliusem Longiem przez techniczną decyzję, gdy sędzia wstrzymał walkę po przypadkowym zderzeniu głowami. Po kilku dniach walkę uznano za nieodbytą, gdyż kontrola antydopingowa wykryła w organizmie Longa niedozwolone substancje.
17 marca 2007 Maddalone zmierzył się z byłym mistrzem świata federacji IBF, WBC i WBA wagi ciężkiej, Evanderem Holyfieldem. Pojedynek zakończył się wygraną byłego championa, w 3 rundzie przez techniczny nokaut.
15 listopada 2008 Amerykanin przegrał jednogłośnie na punkty w 8 rundowym pojedynku z Denisem Boytsowem, stosunkiem głosów 71-80 oraz dwukrotnie 72-80.
17 grudnia 2009 Maddalone stoczył walkę z byłym, niekwestionowanym mistrzem świata wagi junior ciężkiej, Jean-Marckiem Mormeckiem. Po 8 rundach uległ jednogłośnie na punkty, w stosunku 75-77, 75-79 i 73-79.
6 marca 2010 pokonał w 5 rundzie, przez techniczny nokaut, Dominique’a Alexandra.
9 grudnia 2010 w Prudential Center, w Newark Vincent Maddalone przegrał przez techniczny nokaut z Polakiem Tomaszem Adamkiem. Stawką pojedynku był pas IBF International oraz tytuł Mistrza Ameryki Północnej federacji NABO.